# Grunow-Dammendorf
Grunow-Dammendorf is een gemeente in de Duitse deelstaat Brandenburg, en maakt deel uit van de Landkreis Oder-Spree.
Grunow-Dammendorf telt 527 inwoners.

## Demografie
| Jaar | Inwoners |
| ---- | -------- |
| 1875 | 601      |
| 1890 | 565      |
| 1910 | 539      |
| 1925 | 530      |
| 1933 | 544      |
| 1939 | 499      |
| 1946 | 720      |
| 1950 | 753      |
| 1964 | 671      |
| 1971 | 662      |

| Jaar | Inwoners |
| ---- | -------- |
| 1981 | 570      |
| 1985 | 539      |
| 1989 | 526      |
| 1990 | 531      |
| 1991 | 515      |
| 1992 | 502      |
| 1993 | 510      |
| 1994 | 509      |
| 1995 | 529      |
| 1996 | 547      |

| Jaar | Inwoners |
| ---- | -------- |
| 1997 | 565      |
| 1998 | 576      |
| 1999 | 583      |
| 2000 | 591      |
| 2001 | 590      |
| 2002 | 600      |
| 2003 | 598      |
| 2004 | 607      |
| 2005 | 605      |
| 2006 | 587      |

| Jaar | Inwoners |
| ---- | -------- |
| 2007 | 588      |
| 2008 | 590      |
| 2009 | 570      |
| 2010 | 558      |
| 2011 | 532      |
| 2012 | 525      |
| 2013 | 519      |
| 2014 | 509      |
| 2015 | 501      |
| 2016 | 502      |

| Jaar | Inwoners |
| ---- | -------- |
| 2017 | 499      |
| 2018 | 508      |
| 2019 | 510      |
| 2020 | 527      |

Gegevensbronnen worden beschreven in de Wikimedia Commons.
Bad Saarow ·
Beeskow ·
Berkenbrück ·
Briesen (Mark) ·
Brieskow-Finkenheerd ·
Diensdorf-Radlow ·
Eisenhüttenstadt ·
Erkner ·
Friedland ·
Fürstenwalde/Spree ·
Gosen-Neu Zittau ·
Groß Lindow ·
Grünheide ·
Grunow-Dammendorf ·
Jacobsdorf ·
Langewahl ·
Lawitz ·
Mixdorf ·
Müllrose ·
Neißemünde ·
Neuzelle ·
Ragow-Merz ·
Rauen ·
Reichenwalde ·
Rietz-Neuendorf ·
Schlaubetal ·
Schöneiche bei Berlin ·
Siehdichum ·
Spreenhagen ·
Steinhöfel ·
Storkow ·
Tauche ·
Vogelsang ·
Wendisch Rietz ·
Wiesenau ·
Woltersdorf ·
Ziltendorf